# 구힐라 왕조
구힐라 왕조는 오늘날 인도 라자스탄주에 위치했던 메와르 왕국(메다파타, 현대의 메와르)을 통치했던 라지푸트 왕조이다. 8세기 말에서 9세기 사이에 초기 구힐라 왕들은 구르자라-프라티하라의 봉신이었으며, 이후 10세기 초에 독립하여 라슈트라쿠타와 동맹을 맺었다. 이들의 수도에는 나가라다(나그다)와 아하타(아하르)가 포함되었다. 이러한 이유로 구힐라의 나그다-아하르 분파라고도 불린다.
10세기 프라티하라가 쇠퇴한 후 라왈 바르트립타 2세와 라왈 알라타 치하에서 구힐라는 주권을 장악했다. 10~13세기 동안 구힐라 왕조는 말와 왕국, 삼바르 왕국, 델리 술탄국, 구자라트 왕국 등 여러 이웃 국가와 군사적 분쟁에 휘말렸다. 11세기 후반, 말와 왕 보자는 구힐라 왕좌에 간섭하여 한 통치자를 해임하고 다른 통치자를 세웠을 가능성이 있다.
12세기 중반, 왕조는 두 개의 분파로 나뉘었다. 고위 분파(후대 중세 문헌에서 라왈이라고 불리는 통치자)는 치트라쿠타(오늘날의 치토르가르)에서 통치했으며, 1303년 치토르가르 공방전에서 라트나심하가 델리 술탄국에게 패배하면서 끝났다. 하위 분파는 라나라는 칭호를 가졌으며 시소다 마을에서 일어나 시소디아 왕조를 세웠다.

## 기원
구힐라의 역사는 음유시인의 전설로 인해 가려져 왔다. 7세기에는 오늘날 라자스탄주에 나가다-아하르, 키시킨다 (칼얀푸르), 다바가르타 (도르)에 세 개의 다른 구힐라 왕조가 존재했던 것으로 알려져 있다. 다바가르타의 구힐라는 모리 (이후 마우리아) 왕들을 자신들의 종주로 명시적으로 언급했으며, 다른 두 왕조의 초기 왕들도 자신들의 종속적인 지위를 나타내는 칭호를 사용했다.
10세기 무렵에는 나가다-아하르의 구힐라만이 세 왕조 중 유일하게 살아남았다. 이때쯤 그들의 정치적 지위는 높아졌고, 구힐라 통치자들은 마하라자디라자와 같은 높은 왕족 칭호를 사용하게 되었다. 이 시기에 왕조는 권위 있는 기원을 주장하기 시작했으며, 그 창시자인 구하닷타 (구힐라)가 나가다 브라만 가문에서 자랐고 아난다푸라 (현대 구자라트의 바드나가르)에서 이주해 온 크샤트리야(라지푸트)였다고 주장했다. 977년 CE에 작성된 샥티쿠마라의 아트푸르 비문에는 구하닷타부터 샥티쿠마라까지 끊어지지 않는 계승선에 20명의 구힐라 왕들이 나열되어 있다.

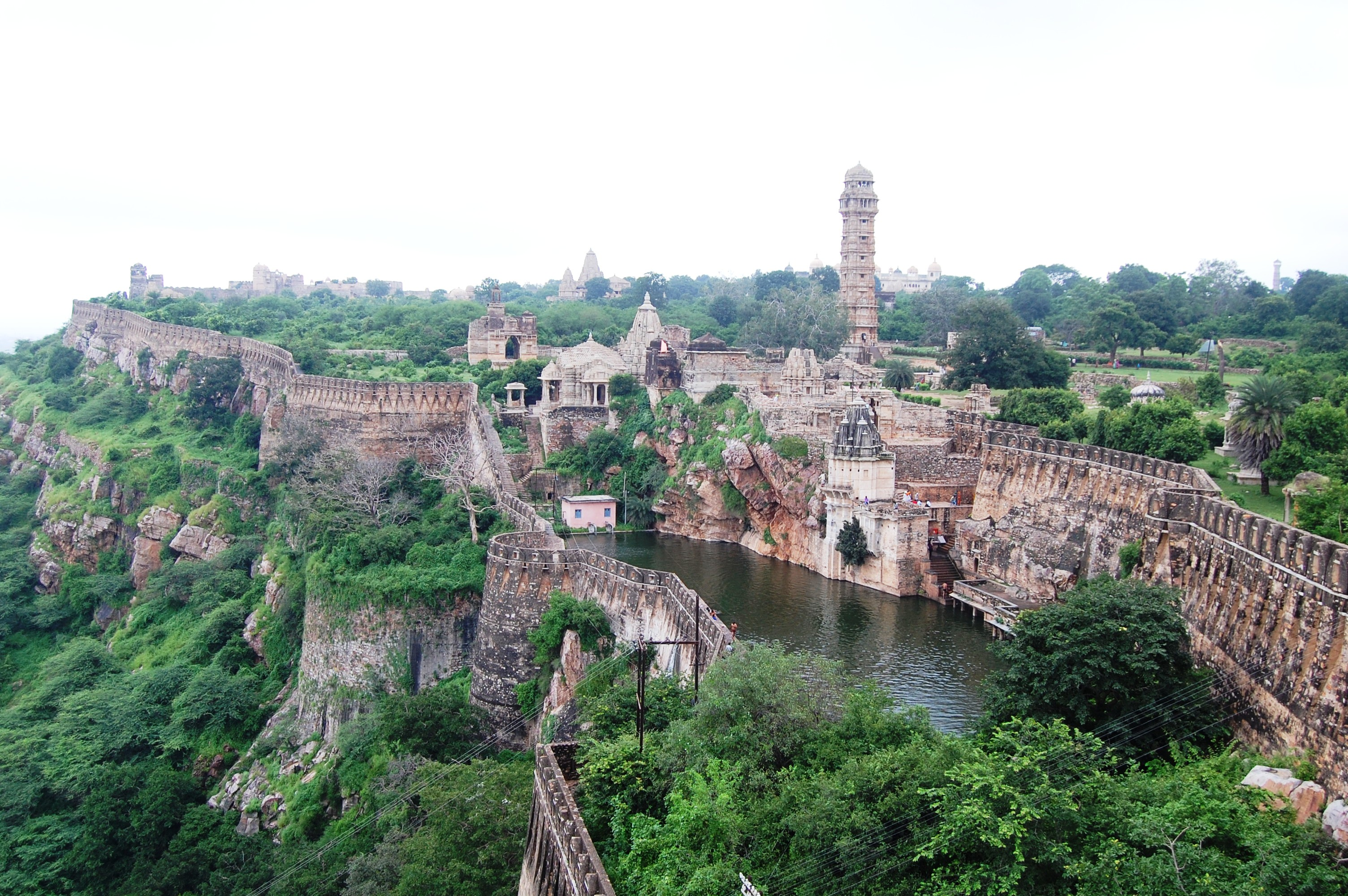
구힐라 왕조는 치토르 요새에서 통치했으나, 치토르가르 공성전 (1303년)에서 델리 술탄국에 함락되어 왕조의 종말을 고했다.

13세기 무렵, 메다파타(메와르) 지역에 대한 지배를 공고히 한 후 13세기 이후의 기록과 이후의 음유시인 전설은 왕조의 창시자를 바파 라왈로 명명한다. 이 바파 라왈은 아트푸르 비문에는 언급되지 않는다. 이 기록들은 바파 라왈이 파슈파타 현자 하리타라시의 축복을 받아 통치를 공고히 했다고 명시한다. 여러 역사가들은 바파 라왈을 칼라보자, 실라디티야, 쿰마나를 포함하여 아트푸르 비문에 언급된 다른 왕들과 동일시한다. R. C. 마줌다르는 바파가 매우 중요한 군사적 성공을 거두었기 때문에 왕조의 창시자로 명성을 얻었다고 이론화한다.
1274년 CE 치토르 비문과 베다샤르마의 1285년 CE 아찰레스와르 (아부산) 비문에 따르면, 바파 라왈은 "사제로서의 광채를 왕족의 광채로 바꾸었다"고 한다. 이를 바탕으로 D. R. 반다르카르와 같은 학자들은 구힐라가 원래 브라만이었다고 이론화했다. 그러나 G. H. 오자는 베다샤르마 비문의 진술이 초기 아트푸르 비문의 오해라고 믿었다. 아트푸르 비문은 구하다타를 "마히데바"라고 묘사하는데, 역사가 R. V. 소마니에 따르면 이는 "왕" 또는 "브라만"으로 번역될 수 있다.
1274년 CE 치토르 비문은 구힐라 통치자 바르트리파타를 라마와 비교하며, 둘 다 "브라흐마-크샤트라"라고 묘사한다. 파라슈라마와 라마를 동일시하는 것에 기반하여 D. C. 시르카르와 같은 학자들은 왕조의 시조가 브라만 부모와 크샤트리야 부모를 가졌다고 이론화했다. 그러나 소마니는 이 이론을 일축하며, 여기서 라마는 이후 구힐라가 자신들의 후손이라고 주장한 수리야밤사의 라마찬드라를 지칭한다고 주장한다.
이후의 음유시인 연대기에는 왕조의 창시자 구하디티야가 마이트라카 통치자 실라디티야의 아들이었다는 날조된 계보가 언급된다. 이 주장은 역사적 증거로 뒷받침되지 않는다.

## 역사

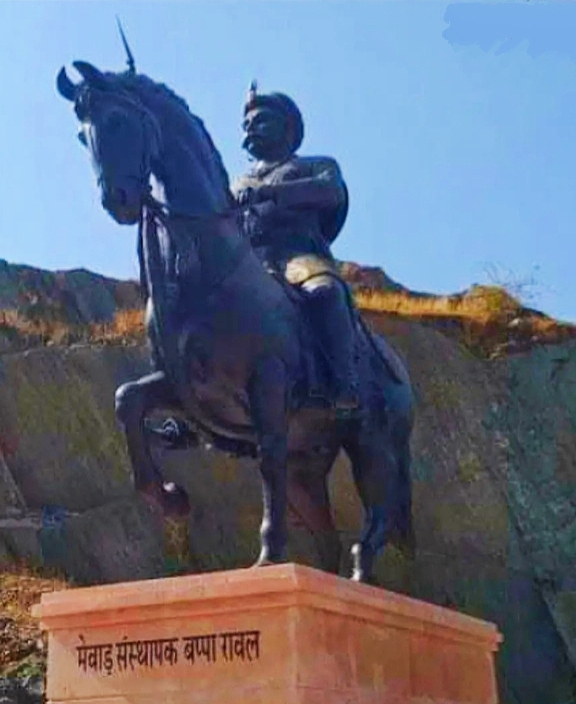
메와르의 바파 라왈 동상 (재위 728년 CE–763년 CE).

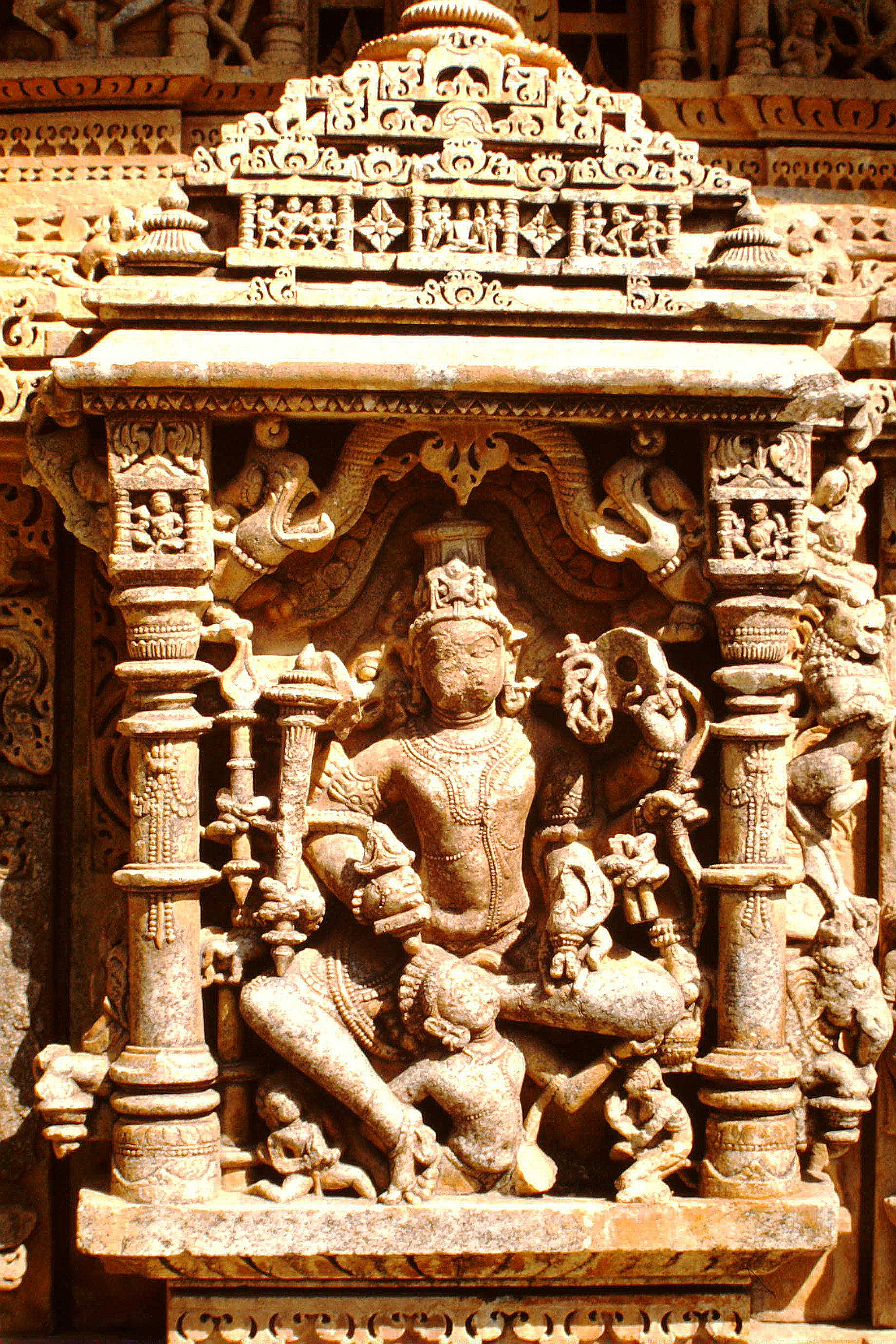
나가다의 사하스라 바후 사원 부조, 10세기 CE.

R. C. 마줌다르는 각 세대당 20년의 통치를 가정하여 구하닷타를 기원후 5세기로 추정한다. R. V. 소마니는 그를 6세기 전반기 이전의 어느 시점으로 추정한다.
977년 아트푸르 비문과 1083년 카드말 비문에 따르면, 구하닷타의 뒤를 이어 보자(Bhoja)가 즉위했으며, 그는 에클링지에 연못을 건설하도록 명령했다. 1285년 아찰레스와르 비문은 그를 비슈누의 숭배자로 묘사한다. 보자(Bhoja)의 뒤를 이어 마헨드라와 나가디티야가 즉위했다. 음유시인 전설에 따르면 나가디티야는 빌족과의 전투에서 전사했다.
나가디티야의 후계자 실라디티야는 그의 646년 CE 사몰리 비문과 그의 후계자들의 비문(1274년 CE 치토르 비문, 1285년 CE 아부 비문 등)에서 알 수 있듯이 가문의 정치적 지위를 크게 높였다. R. V. 소마니는 자와르의 구리와 아연 광산이 그의 통치 기간 동안 채굴되어 왕국의 경제적 번영을 크게 증가시켰다고 이론화한다. 16세기 불교 작가 타라나타는 마루국의 실라 왕에게 후원받은 저명한 예술가 슈링가다라를 언급한다. 소마니는 이 왕을 구힐라 왕 실라디티야로 식별하지만, 다른 일부 역사가들은 그를 하르샤바르다나 또는 마이트라카 왕 실라디티야로 식별했다.
실라디티야의 뒤를 이어 661년 CE 쿤다 비문에 기록된 아파라지타가 즉위했다. 이 비문은 아파라지타의 사령관 바라하의 아내 야쇼마티가 비슈누 사원을 건설한 것을 기록하고 있다. 음유시인 연대기에 따르면 아파라지타도 빌족과의 전투에서 전사했다. 그의 아들 마헨드라가 그의 뒤를 이었다.
마헨드라의 뒤를 이어 칼라보자가 즉위했으며, 그는 G. H. 오자를 비롯한 여러 역사가들에 의해 바파 라왈과 동일시되었다. 칼라보자 (바파 라왈)는 인도에 대한 초기 아랍 침공 동안 아랍인들을 상대로 한 웅장한 승리로 유명하다. 바파 라왈은 인더스 강변에서 아랍인들을 물리치고 그들을 오늘날의 발루치스탄에서 몰아냈다. 바파 라왈은 그 후 가지니로 진격하여 지역 통치자 살림을 물리쳤다 그리고 치토르로 돌아왔다.

구힐라족은 원래 구르자라-프라티하라의 종주권을 인정했다. 10세기에 바르트리파타 2세가 독립 통치자가 되어 마하라자디라자라는 칭호를 사용했는데, 이는 943년 CE 비문에서 입증된다. 그의 후계자인 알라타 (재위 기원 950년대)는 데바팔라를 죽였는데, 마줌다르에 따르면 그는 구르자라-프라티하라 왕 데바팔라였을 수도 있다.

### 아하르의 구힐라
10세기 말엽, 아하르는 구힐라의 두 번째 수도가 되었다.
10세기 후반, 파라마라 왕 문자는 구힐라의 코끼리 부대를 격파하고 그들의 수도 아하르를 약탈했다. 패배한 구힐라 통치자(나라바하나 또는 그의 아들 샥티쿠마라)는 하스티쿤디의 라슈트라쿠타 통치자 다발라에게 피신했다. 이 승리의 결과로 파라마라는 치토르가르를 포함한 메와르 동부를 장악했다.
샥티쿠마라의 아들 암바프라사다는 차하마나 왕 바크파티 2세에게 패배하여 전사했다. 그의 후계자 중 비자야심하 (재위 기원 1108–1116)는 파라마라 왕 우다야디티아의 사위이자 칼라추리 왕 가야카르나의 장인이었다.

### 라왈 분파
15세기 문헌 에클링가-마하트마야에 따르면, 왕조는 라나심하 즉 카르나의 통치 기간 동안 두 분파로 나뉘었다: 치토르의 라왈 (상위) 분파와 시소다의 라나 (하위) 분파. 따라서 시소다의 후기 시소디아 라지푸트 왕조는 메와르의 구힐라로부터 내려왔다.

크셰마심하는 그의 아버지 라나심하 즉 카르나의 뒤를 이었다. 1151년경에는 치토르가 차울루키아 왕 쿠마르팔라의 지배를 받게 되었다. 크셰마심하의 아들 사만타심하는 쿠마르팔라의 후계자 아자야팔라를 상대로 군사적 성공을 거둔 것으로 보인다. 그러나 그는 아자야팔라의 제후 프랄하다나, 아부산의 파라마라 족장에게 패배했다. 1231년 CE 아부 프라샤스티 비문은 프랄하다나가 사만타심하가 전장에서 왕의 권력을 꺾은 후 구르자라 왕(즉 아자야팔라)을 방어했다고 명시한다.

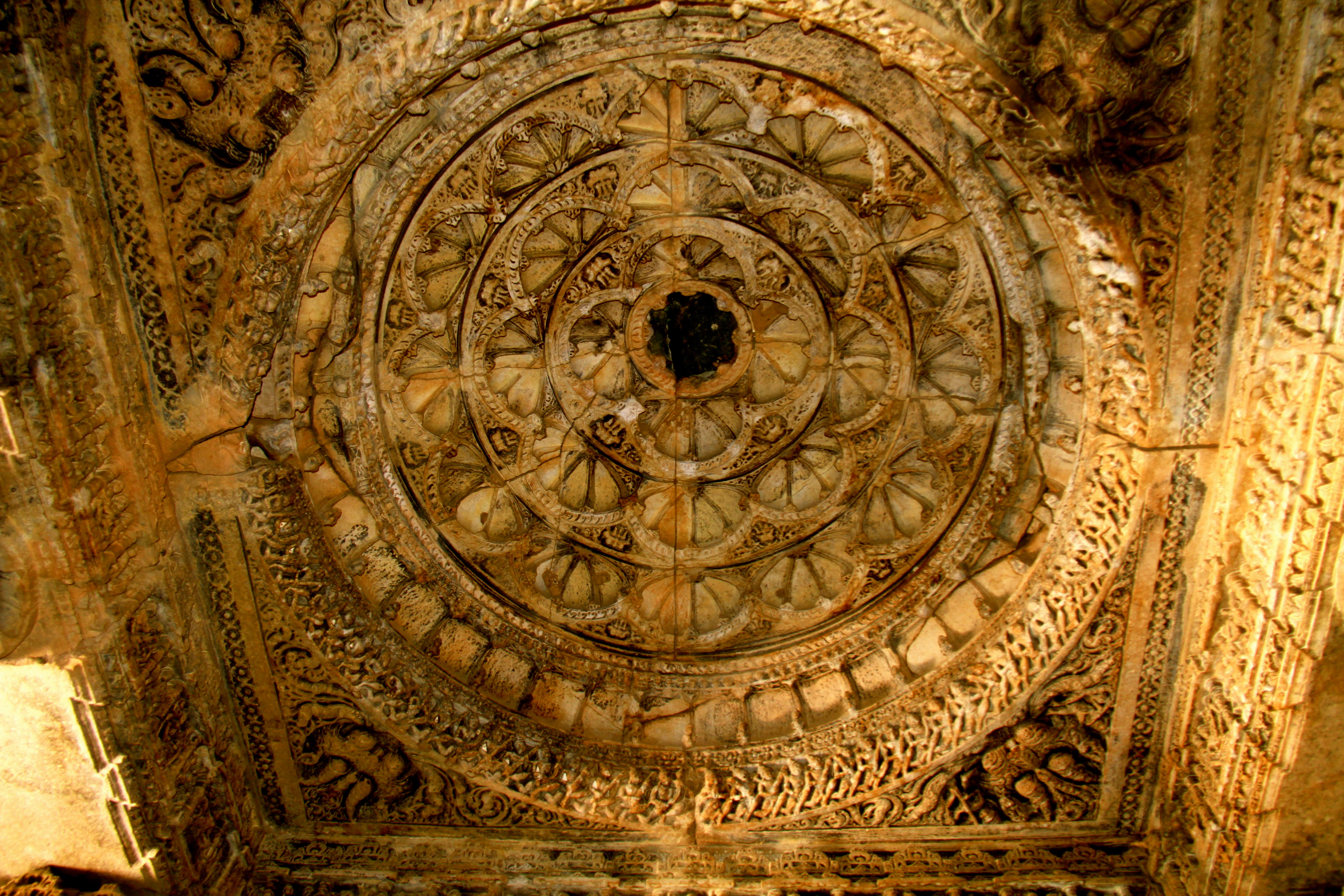
나가다의 사하스라 바후 사원 천장 조각, 10세기 CE.

얼마 지나지 않아 차울루키아 제후이기도 했던 나둘라 차하마나 왕 키르티팔라는 사만타심하를 메와르에서 축출했다. 키르티팔라는 아마도 1171년에서 1179년 CE 사이에 자신의 차울루키아 종주국의 승인을 받아 이 침공을 시작했을 것이다. 1182년까지, 사만타심하의 동생 쿠마르심하는 차울루키아 왕 비마 2세를 달래서 조상 대대로의 왕국 통제권을 되찾았다. 조상 대대로의 왕국을 잃은 후 사만타심하는 바가드 지역에 구힐라의 새로운 분파를 세웠다. 그러나 그는 1185년경 비마 2세에 의해 바가드에서 쫓겨났다. 그는 삼바르-아즈메르의 통치자 프리티비라자 3세의 도움을 받아 무하마드 고리의 고르 정복자에 맞서 타라인 2차 전투에서 싸웠다.
쿠마르심하의 뒤를 이어 마타나심하, 파드마심하, 자이트라심하가 즉위했다.

#### 자이트라심하
자이트라심하 (재위 c. 1213–1252)의 통치 기간 동안 구힐라는 높은 정치적 지위를 획득했다. 그는 나둘라에서 투루슈카와 싸웠고, 이는 차하마나에서 고르 제국이 점령한 곳이었을 가능성이 있다. 또한 코타다카에서 트리부바나-라나카 (트리부바나팔라와 동일시되는 차울루키아 왕)와도 싸웠다. 일투트미쉬는 메와르를 침공하여 나가다를 파괴했다. 그의 친척들도 판찰라구디카 자이트라마라와 싸웠을 가능성이 있다.
구힐라 기록은 또한 그가 샤캄바리 왕에 대한 군사적 성공을 거두었다고 기록하고 있다. 샤캄바리 통치자들은 이미 이 시기에 종말을 고했으므로, 이것은 란탐보르의 차하마나에 대한 언급일 수 있다. 자이트라심하는 또한 신두카 군대를 물리쳤다고 하는데, 그들의 정체는 불확실하다.

#### 쇠퇴
자이트라심하의 아들 테자심하는 1260년 이전에 즉위했다. 치토르에서 발견된 가장 초기 구힐라 비문은 테자심하의 통치 시대의 것으로, "치트라쿠타-마하-두르가"(치토르의 위대한 요새)를 언급한다.
테자심하의 아들 사마라심하는 1267년에서 1273년 사이에 그의 뒤를 이었다. 그는 아부산의 파라마라 분파의 통치자 크리슈나라자를 물리쳤다. 그러나 크리슈나라자의 아들 프라타파심하가 바겔라 왕 사랑가데바의 지원을 받아 1285년에서 1287년 사이에 이곳을 정복하면서 그는 곧 아부의 지배권을 잃었다. 1285년 이전에 사마라심하는 사랑가데바가 구자라트에 대한 투루슈카 (튀르크족) 침공 (아마도 발반의 통치 기간 중 델리 술탄국 군대)을 격퇴하는 것을 도왔다. 그의 치르와 비문에는 그가 "원초적인 멧돼지처럼 [...] 깊이 가라앉은 구르자라 땅을 투루슈카 바다에서 순식간에 들어 올렸다"고 기록되어 있다. 13세기 말, 알라웃딘 할지의 군대가 구자라트를 침공했을 때, 사마라심하는 조공을 바쳐 그의 왕국을 구했다.
라왈 분파는 라트나심하가 1303년 치토르가르 공방전에서 알라웃딘 할지에게 패배하면서 끝이 났다. 라나 분파는 인도 독립 때까지 메와르를 계속 통치했던 시소디아 왕조의 형태로 살아남았다.

## 계보
다양한 자료에서 구힐라 왕들의 목록이 다르게 제시된다. 왕조의 계보를 제공하는 현존하는 가장 초기 비문은 971년 CE 나라바하나 비문이다. 그러나 이 비문은 심하게 손상되어 구힐라, 바파, 나라바하나 세 이름만 읽을 수 있다.
다음 비문들은 왕조 계보의 주요 출처이다.
- 아트푸르 (아하르) 비문, 977 CE (1034 VS) 샥티쿠마라의
- 치토르 비문, 1274년 CE (1331 VS) 사마라심하의
- 아부산 (아찰레스와르) 비문, 1285년 CE (1342 VS) 사마라심하의
- 사드리 (란푸르) 비문, 1439년 CE (1496 VS) 라나 (시소디아) 분파의 쿰바카르나의
- 쿰발가르 비문, 1460년 CE (1517 VS) 라나 (시소디아) 분파의 쿰바카르나의

### 초기 왕들
다음 표는 여러 비문에 기록된 왕조의 초기 왕들을 나열한 것이다.
| #  | 이름 (IAST)      | 아트푸르 비문 | 치토르 비문 | 아부 비문 | 사다디 비문 | 쿰발가르 비문 | 자가 비문 연대                     | 비고 |
| -- | ---------------- | ------------- | ----------- | --------- | ----------- | ------------- | ---------------------------------- | --- |
| 1  | 밧파             |               | ✓           | ✓         | ✓           | ✓             |                                    | 아부 비문에서 바파카라고 불림 |
| 2  | 구힐라           | ✓             | ✓           | ✓         | ✓           | ✓             |                                    | 아트푸르 비문에서 구하닷타라고 불림 |
| 3  | 보자             | ✓             | ✓           | ✓         | ✓           | ✓             |                                    | |
| 4  | 마헨드라 1세     | ✓             |             |           |             | ✓             |                                    | |
| 5  | 나가             | ✓             |             |           |             | ✓             |                                    | |
| 6  | 실라             | ✓             | ✓           | ✓         | ✓           | ?             | 646 CE (703 VS)                    | |
| 7  | 아파라지타       | ✓             |             |           |             | ✓             | 661 CE (718 VS)                    | |
| 8  | 마헨드라 2세     | ✓             |             |           |             | ✓             |                                    | |
| 9  | 칼라보자         | ✓             | ✓           | ✓         | ✓           | ✓             |                                    | |
| 10 | 콤마나 1세       | ✓             |             |           |             | ✓             |                                    | 쿰발가르 비문에서 슈[크]움마나라고 불림 |
| 11 | 맛타타           | ✓             | ✓           |           |             | ✓             |                                    | 치토르 비문에서 만타타라고 불림 |
| 12 | 바르트리팟타 1세 | ✓             | ✓           | ✓         | ✓           | ✓             |                                    | 아트푸르 비문을 제외한 모든 비문에서 바르트리바타라고 불림 |
| 13 | 심하             | ✓             | ✓           | ✓         | ✓           |               |                                    | 치토르 비문에서 아타심하라고 불림 |
| 14 | 콤마나 2세       | ✓             |             |           |             |               |                                    | 심하의 아들 |
| 15 | 마하야카         | ✓             | ✓           | ✓         | ✓           |               |                                    | 아부 비문에서 마하이카라고 불림, 콤마나의 아들 |
| 16 | 콤마나 3세       | ✓             | ✓           | ✓         | ✓           |               |                                    | 아트푸르 비문을 제외한 모든 비문에서 쿰마나라고 불림, 마하이카의 아들 |
| 17 | 바르트리팟타 2세 | ✓             |             |           |             |               | 942 CE (999 VS), 943 CE (1000 VS)  | 콤마나 (III)의 아들, 라슈트라쿠타 가문의 마할라크슈미와 결혼 |
| 18 | 알라타           | ✓             | ✓           | ✓         | ✓           | ✓             | 951 CE (1008 VS), 953 CE (1010 VS) | 바르트리팟타 2세의 아들, 후나족 공주 하리야데비와 결혼 |
| 19 | 나라바하나       | ✓             | ✓           | ✓         | ✓           | ✓             | 971 CE (1028 VS)                   | 알라타의 아들, 차하마나 가문의 제자야의 딸과 결혼. 궁정에서 불교, 자이나교, 시바파 힌두교도들 간의 종교적 논쟁을 개최했다. |
| 20 | 샬리바하나       | ✓             |             |           |             | ✓             |                                    | 나라바하나의 아들 |
| 21 | 샥티쿠마라       | ✓             | ✓           | ✓         | ✓           | ✓             | 977 CE (1034 VS)                   | 살리바하나의 아들 |
| 22 | 암라프라사다     |               | ✓           |           |             | ✓             | 993 CE (1050 VS)                   | 쿰발가르 비문에서 암바프라사다라고 불림, 샥티쿠마라의 아들. 차우한 바크파티라자 2세와의 전투에서 전사. |
| 23 | 수치바르만       |               | ✓           | ✓         | ✓           | ?             |                                    | 쿰발가르 비문에서는 아난타바르만 (샥티쿠마라의 아들)이 대신 나열됨 |
| 24 | 나라바르만       |               | ✓           | ✓         |             | ✓             |                                    | 샥티쿠마라의 아들 |
| 25 | 키르티바르만     |               |             | ✓         | ✓           | ?             |                                    | 쿰발가르 비문에서는 야쇼바르만 (샥티쿠마라의 아들)이 대신 나열됨 |
| 26 | 요가라자         |               |             |           | ✓           | ✓             |                                    | 쿰발가르 비문에 따르면 그의 후손은 통치하지 않았다. 파라마라의 보자에 의해 폐위되었을 가능성이 있다. |
| 27 | 바이라타         |               |             | ✓         | ✓           | ✓             |                                    | 알라타의 하위 분파 후손. 보자에 의해 왕위에 앉혀졌을 가능성. |
| 28 | 밤사팔라         |               |             |           | ✓           | ✓             |                                    | 쿰발가르 비문에서 한사팔라라고 불림 |
| 29 | 바이리심하       |               |             | ✓         | ✓           | ✓             |                                    | 밤샤팔라의 아들 |
| 30 | 비자야심하       |               |             | ✓         |             |               | 1164 VS, 1173 VS                   | 바이타라의 아들. 파라마라 왕 우다야디티야의 딸 샤말라데비와 결혼하여 전통적인 적대 가문과 혼인 동맹을 맺음; 그의 딸 알하아데비는 칼라추리 왕 가야카르나와 결혼. 쿰발가르 비문에는 이름 없는 나렌드라 (왕자)가 언급되는데, 그와 동일시된다. |
| 31 | 바이리심하 2세   |               |             |           | ✓           | ✓             |                                    | 비자야심하의 아들. 쿰발가르 비문에서 비라심하라고 불림 |
| 32 | 아리심하         |               |             | ✓         | ✓           |               |                                    | |
| 33 | 초다             |               |             | ✓         | ✓           | ✓             |                                    | 사다디 비문에서 초다심하라고 불림 |
| 34 | 비크라마심하     |               |             | ✓         | ✓           | ✓             |                                    | 초다의 아들 (아부 비문) 또는 초다의 형 (쿰발가르 비문) |
| 35 | 라나심하         |               |             |           | ✓           | ✓             | 1223 VS                            | 비크라마심하의 아들. 에칼링가 푸라나에서 카르나심하라고 불림. 그의 아들 라하파를 통해 라나 분파가 내려옴. |

### 분리 후 라왈 분파
라나심하 이후, 왕조는 라왈 분파와 라나 분파로 나뉘었다. 다음은 라왈 분파의 통치자 목록이다. 라트나심하를 제외하고 이 모든 통치자들은 아부, 사다디, 쿰발가르 비문에 언급되어 있다. 라트나심하는 쿰발가르 비문에만 언급되어 있다.
| #  | 이름 (IAST)     | 자가 비문 연대                                                         | 비고 |
| -- | --------------- | ---------------------------------------------------------------------- | --- |
| 36 | 크셰마심하      | 1228 VS, 1236 VS, 1256 VS, 1258 VS                                     | 라나심하의 아들; 그의 형 마하나심하는 아버지 라나심하보다 먼저 사망한 것으로 보인다.                                    |
| 37 | 사만타심하      |                                                                        | 크셰마심하의 아들 |
| 38 | 쿠마라심하      |                                                                        | 사만타심하의 남동생 |
| 39 | 마타나심하      |                                                                        | 쿰발가르 비문에서 마하나심하라고 불림, 쿠마라심하의 아들                                                                |
| 40 | 파드마심하      |                                                                        | |
| 41 | 자이트라심하    | 1270 VS, 1279 VS, 1284 VS                                              | 쿰발가르 비문에서 라울라 자야심하라고 불림. 파드마심하의 아들. 그의 어린 아들 실하다는 바가드를 통치했던 것으로 보인다. |
| 42 | 테자심하        | 1317 VS, 1322 VS, 1324 VS                                              | 자이트라심하의 아들. 쿰발가르 비문에서는 그의 칭호를 라울라로 기록. 자야탈라데비와 결혼                                 |
| 43 | 라왈 사마라심하 | 1330 VS, 1331 VS, 1335 VS, 1342 VS, 1344 VS, 1345 VS, 1356 VS, 1358 VS | 테자심하의 아들. 마하라자쿨라 칭호를 사용. 쿰발가르 비문에서는 그의 칭호를 라울라로 기록.                               |
| 44 | 라트나심하      | 1359 VS                                                                | 사마라심하의 아들. 다리바 비문에서 마하라자쿨라 칭호를 사용. 쿰발가르 비문에서는 그의 칭호를 라울라로 기록.             |

쿰바카르나의 1439년 사다디 비문은 다음 다섯 명의 통치자를 사마라심하의 후계자로 나열한다: 부바나심하, 자야심하, 락슈마심하, 아자야심하, 아리심하. 이 이름들 뒤에는 함미라와 그의 다른 시소디아 후계자들의 이름이 이어진다. 이 이름들은 에칼링가 마하트마야 (에칼링가 푸라나라고도 불림) 텍스트에도 언급되어 있다. 그러나 이 통치자들은 실제로는 가문의 라나 분파에 속했다.
쿰바카르나의 1460년 쿰발가르 비문은 라트나심하가 전장에서 떠난 후 (1303년 치토르 공전 중), 라나 분파의 락슈마심하가 요새를 방어하다 전사했다고 기록한다.

### 라나 분파
라나심하 즉 카르나의 아들 라하파가 라나 분파를 세웠다. 1652년 에클링지 비문에 따르면 라하파의 후계자들은 다음과 같다.
- 나라파티
- 디나카라
- 자사카르나
- 나가팔라
- 카르나팔라
- 부바나심하
- 비마심하
- 자야심하
- 라카나심하
- 아리심하 (아라시)
- 함미라 (함미르 싱)

함미르 싱은 라나 칭호를 사용하여 메와르에 대한 가문의 통치를 재확립했다.
함미르 싱의 시소디아 후계자들에 대해서는 메와르의 라나를 참조하라.

## 참고 문헌
- Akshaya Keerty Vyas (1937). 〈First and Third Slabs of Kumbhalgarh Inscription V.S. 1517〉.   N. P. Chakravarti. 《Epigraphia Indica》 XXIV. Archaeological Survey of India.
- Anil Chandra Banerjee (1958). 《Medieval studies》. A. Mukherjee & Co. OCLC 4469888.
- Ashok Kumar Srivastava (1979). 《The Chahamanas of Jalor》. Sahitya Sansar Prakashan. OCLC 12737199.
- Asoke Kumar Majumdar (1956). 《Chaulukyas of Gujarat》. Bharatiya Vidya Bhavan. OCLC 4413150.
- D. C. Ganguly (1957). 〈Northern India During The Eleventh and Twelfth Centuries〉.   R. C. Majumdar. 《The Struggle for Empire》. The History and Culture of the Indian People. Bharatiya Vidya Bhavan. OCLC 26241249.

나가다의 사하스라 바후 사원, 10세기 CE.

- Krishna Narain Seth (1978). 《The Growth of the Paramara Power in Malwa》. Progress.
- N. P. Chakravarti (1987) [1958]. 〈Appendix: Rajaprasasti Inscription of Udaipur (Continued from Vol. XXIX, Part V)〉.   N. Lakshminarayan Rao; D. C. Sircar. 《Epigraphia Indica》 XXX. Archaeological Survey of India.
- Nandini Sinha (1991). 《A Study of the Origin Myths Situating the Guhilas in the History of Mewar (A.D. Seventh to Thirteenth Centuries)》. 《Proceedings of the Indian History Congress》 52 (Indian History Congress). 63–71쪽. JSTOR 44142569.
- Peter Jackson (2003). 《The Delhi Sultanate: A Political and Military History》. Cambridge University Press. ISBN 978-0-521-54329-3.
- R. B. Singh (1964). 《History of the Chāhamānas》. N. Kishore. OCLC 11038728.
- R. C. Majumdar (1977). 《Ancient India》. Motilal Banarsidass. ISBN 9788120804364.
- Ram Vallabh Somani (1976). 《History of Mewar, from Earliest Times to 1751 A.D.》. Mateshwari. OCLC 2929852.